# Oakville-Nord—Burlington (circonscription provinciale)
Circonscription électorale provinciale du Canada
Oakville-Nord—Burlington ((en) Oakville North—Burlington) est une circonscription provinciale de l'Ontario représentée à l'Assemblée législative de l'Ontario depuis 2018. 

## Géographie
Située au sud-ouest de Toronto, la circonscription consiste en une partie de la municipalité régionale de Halton, incluant une partie des villes de Burlington et d'Oakville.
Les circonscriptions limitrophes sont Oakville, Milton, Mississauga—Erin Mills et Burlington.  

## Historique
| Législature                                              | Années        | Député | Député                  | Parti                     |
| -------------------------------------------------------- | ------------- | ------ | ----------------------- | ------------------------- |
| Oakville-Nord—Burlington Circonscription issue de Halton |               |        |                         |                           |
| 42e                                                      | 2018-2022     |        | Effie Triantafilopoulos | Progressiste-conservateur |
| 43e                                                      | 2022–2025     |        | Effie Triantafilopoulos | Progressiste-conservateur |
| 44e                                                      | 2025–en cours |        | Effie Triantafilopoulos | Progressiste-conservateur |

## Circonscription fédérale
Depuis les élections provinciales ontariennes du 4 octobre 2007, l'ensemble des circonscriptions provinciales et des circonscriptions fédérales sont identiques.